# Alvin Miller House
Pour les articles homonymes, voir Alvin, Miller et House.
Alvin Miller House est une villa de style moderne-usonia-organique-Prairie School, construite en 1951 par l'architecte américain Frank Lloyd Wright (FLW, 1867-1959) à Charles City dans l'Iowa aux États-Unis. Elle est labellisée Registre national des lieux historiques de l'Iowa depuis 1978.

## Historique
Cette demeure usonia « iconique » de 120 m² est construite entre 1946 et 1951, pour le couple Alvin et Inez Miller, au bord de la rivière Cedar à Charles City, en béton, pierre apparente, bois de cyprès, avec nombreux meubles intégrés, plancher chauffant, toit-terrasse, et vastes baies vitrées sur terrain arboré et rivière. 

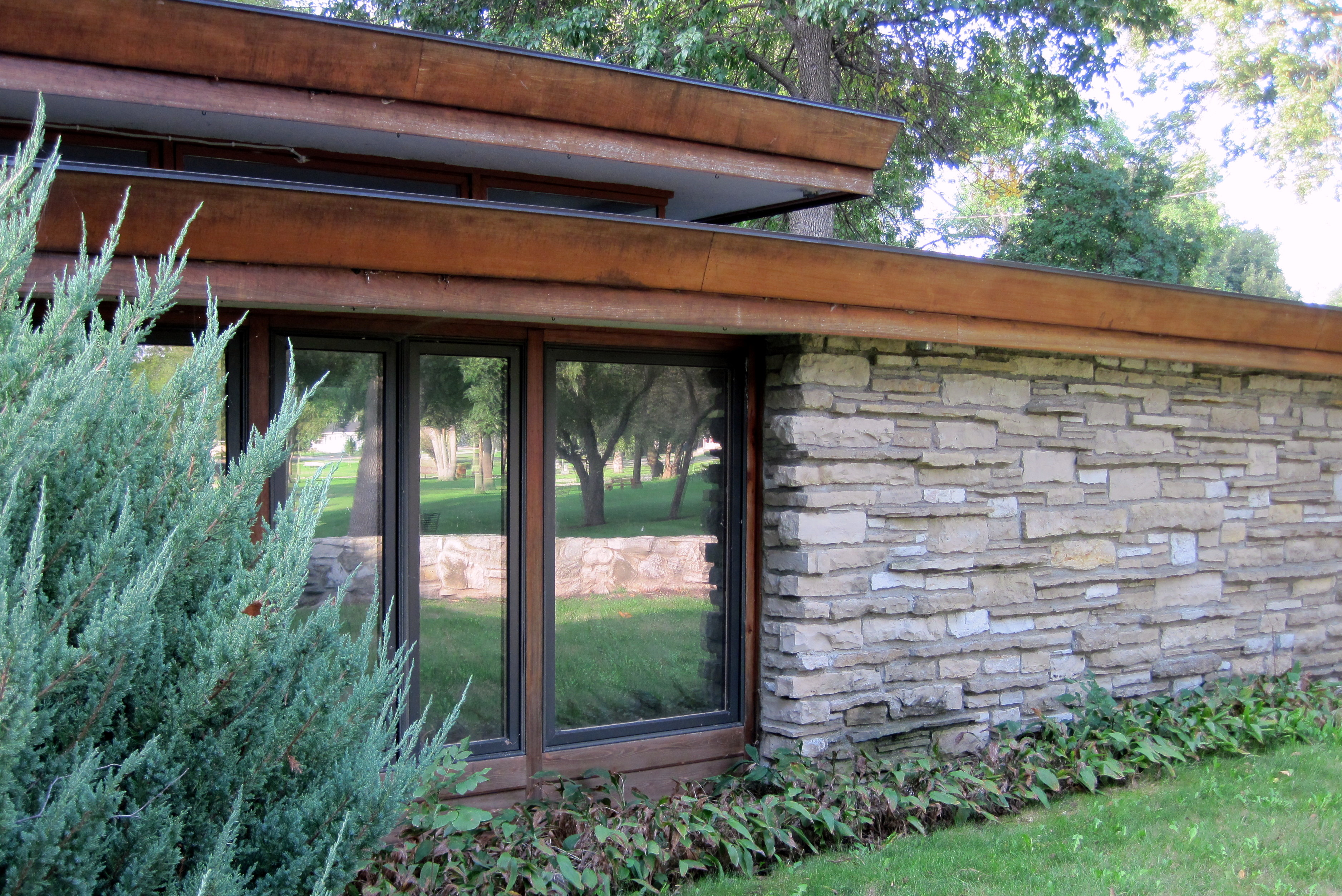
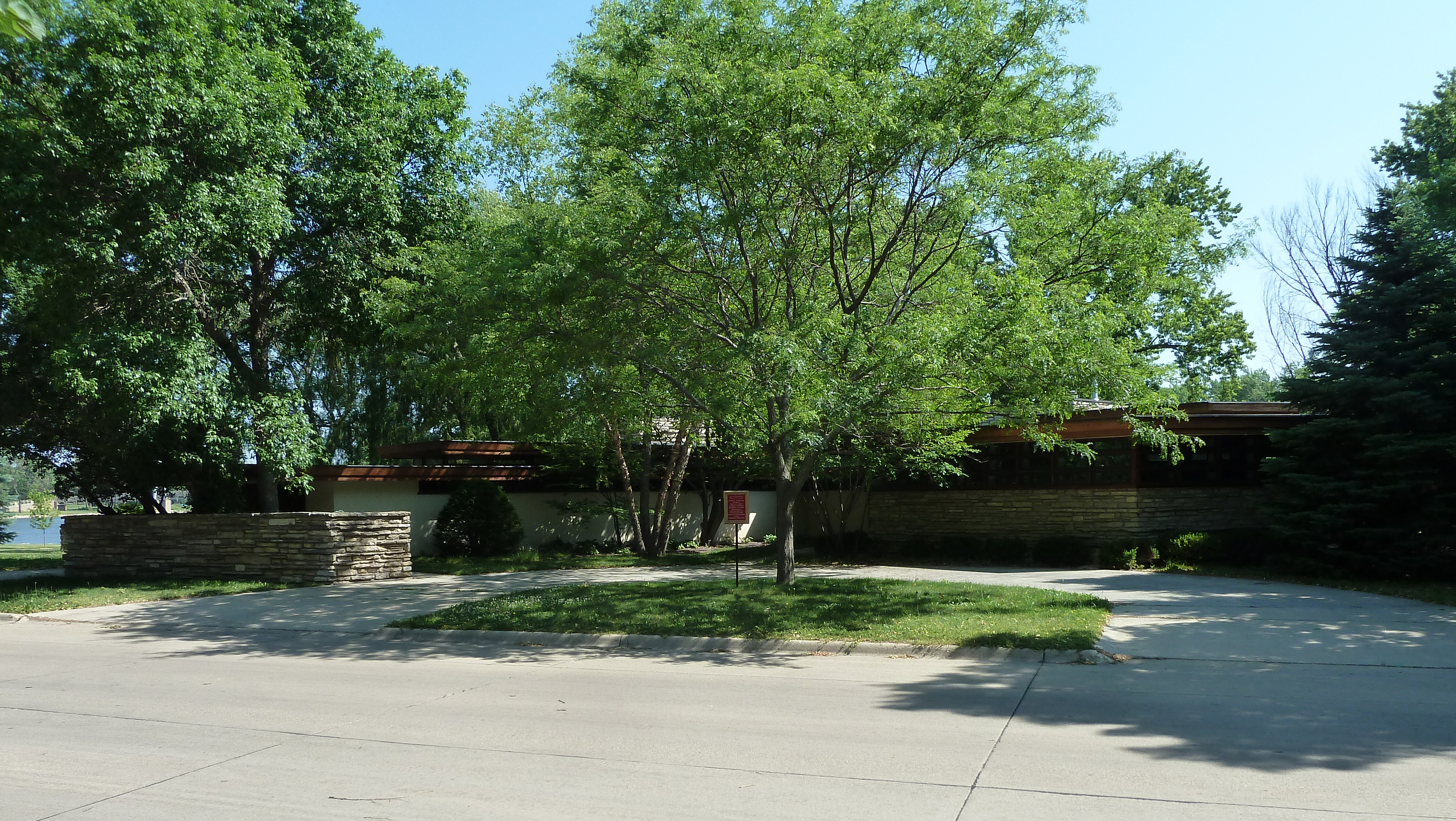

Son style moderne-usonia-organique-Prairie School est inspiré entre autres des villas avantgardistes Kings Road House (1922), de l'architecture californienne moderne d'après-guerre, et des villa Taliesin (1911), maison sur la cascade (1935), Taliesin West (1937), villa Hanna-Honeycomb (1937), Jacobs I (1937), villa Weltzheimer-Johnson (1949), et villa Melvyn Maxwell et Sara Stein Smith (1950), Cedar Rock State Park (1950)... de Frank Lloyd Wright...
Un cabinet de dentiste non réalisé était  prévu dans les plans d'origines, pour la profession de dentiste du docteur Alvin Miller. La demeure est modifiée et agrandie au cours du temps par plusieurs propriétaires successifs, dont l'ajout d'une clinique dentaire en 1996 par Bruce et Deborah Dietrich.
Elle est entièrement restaurée après avoir été gravement endommagée lors de l'importante inondation de 2008,,. 